# 大同龙属
大同龙属（学名：Datonglong）是植食性鸟臀目恐龙的一属，隶属鸭嘴龙超科，生存于白垩纪晚期的中国山西省，模式种是天镇大同龙（D. titanzhenensis）。

## 发现与命名
2008年，山西地质矿产博物馆的一个小队在山西Kangdailiang采石场发现一个真鸟脚类的下颌。
2016年，模式种天镇大同龙（Datonglong tianzhenensis）由续世朝、尤海鲁、王佳伟、王锁柱、易健和贾磊等人命名、叙述。属名取自山西省大同市和中文词语“龙”；种名取自化石出土地点天镇。它是2015年以来在开放获取或免费阅读的期刊上被描述18个恐龙分类单元之一。

## 叙述
正模标本SXMG V 00005含部分下颌和几颗单独的牙齿，发现于灰泉堡组的一层中。尽管化石的确切沉积时间尚不清楚，但据信其年代是在森诺曼阶至坎潘阶的某个时间段，约9500万至8000万年前。
大同龙因其独特的牙齿结构被描述为一个新属。在颌骨中部和后部，每个齿位有两个功能性牙齿。此外，内侧牙齿的主嵴更靠近背部，而次嵴发育良好，没有更多的垂直嵴。牙冠的顶部稍微向后弯曲。
唯一已知的牙齿化石的长度为34（13英寸），至少包含27个齿位，但据信它可能拥有多达29个齿位，且冠状突垂直。该属牙齿巨大，在没有断裂的情况下直径可达5.5（2.2英寸）。牙齿在齿骨上三四个为一组。

## 分类学
大同龙位于演化支鸭嘴龙超科中，关系接近但不属于鸭嘴龙科。然而，这一结论也仅是根据一个不准确的系统发育分析。